# Adriaan Paulen
Adriaan Paulen, detto Adje (Haarlem, 12 ottobre 1902 – Eindhoven, 9 maggio 1985), è stato un dirigente sportivo e mezzofondista olandese.
Tra il 1969 e il 1976 è stato presidente della EAA, per poi passare alla presidenza della IAAF fino al 1981.

## Biografia

### Carriera sportiva
Partecipando a tre edizioni dei giochi olimpici, Paulen ottenne la sua miglior prestazione sugli 800 m alle Olimpiadi del 1920. Nel 1928, oltre a partecipare alla IX edizione dei giochi olimpici, Paulen era anche membro del comitato organizzatore.
Rinunciando alla sua carriera sportiva nel 1931, Paulen ha preso parte anche al Rally di Monte Carlo per otto edizioni, e una volta ha gareggiato nel Gran Premio motociclistico d'Olanda. In gioventù ha anche praticato il calcio a livello internazionale.

### Seconda guerra mondiale
Quando la Germania nazista invase l'Paesi Bassi nel 1940, Paulen si unì ad un'organizzazione che lottava per respingere l'occupazione tedesca.

### Morte ed eredità
Paulen morì durante un'operazione chirurgica ad un fianco nel 1985. Tra il 1988 e il 2000, gli FBK Games si svolsero in onore di Adriaan Paulen.